# Етезија
Етезија је ветар који дува у Средоземљу. Ово је врло сув и интензиван ветар који дува са севера у периоду од маја до октобра.